# عجالة (كتيب)

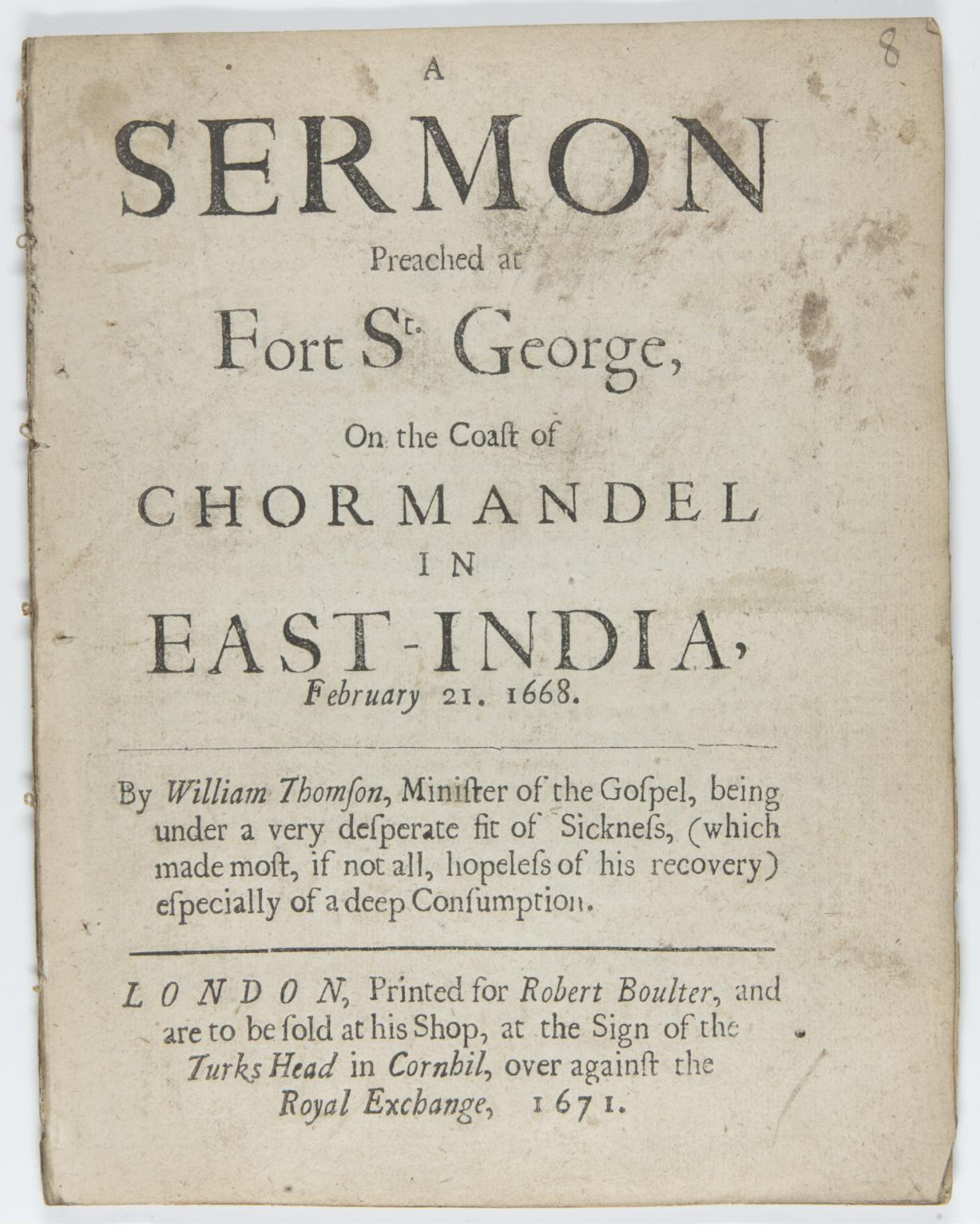

العُجالة، ويطلق عليها أيضًا اسم الكُرّاس أو الكُرّاسة، هو كتيب غير مجلد (من دون غطاء صلب أو رابط). قد يتكون من ورقة واحدة طبعت على كلا الجانبين، أو مطوية على نصف، أو عند الثلثين، أو في الأرباع (تسمى مطوية)، أو أنها تتكون من عدد قليل من الصفحات مطوية في النصف مشكّلة كتيّبا بسيطا.